# Ammobates mutinensis
Ammobates mutinensis är en biart som beskrevs av Heinrich 1977. Ammobates mutinensis ingår i släktet Ammobates och familjen långtungebin. Inga underarter finns listade i Catalogue of Life.